# 三內丸山遺跡
三内丸山遺跡（日语：／）是位於青森縣青森市的繩紋時代大型遗址。三內丸山遺址於2000年被指定为日本的特別史跡。在遺跡內挖掘出大型的坑式住所、具備支柱的建築物和墓地遗址等，也發掘許多木制產品、漆器和牛角等。